# Городенские
Городенские — дворянский род польского происхождения, герба Корчак, с прозванием Божидар.
Род Городенских существовал уже в половине XVI века. Позднее он разделился на две ветви, внесенные в VI часть родословной книги Киевской губернии и I часть родословной книги Виленской губернии Российской империи.